# Садовец
Са̀довец е село в Северна България. То се намира в община Долни Дъбник, област Плевен.

## География
Във физикогеографски аспект Садовец лежи на границата на две природни области – Дунавската равнина и Предбалкана, върху земите, включени в средното поречие на реките Искър и Вит. Намира се на 30 km югозападно от Плевен, на 25 km североизточно от Червен бряг, на 9 km югозападно от жп гарата на село Телиш и на 10 km от с. Ракита. През селото минава реката Вит – тук бистра и незамърсена. По регулационен план земите му възлизат на 228 хектара.
Селото има равнинно-хълмист релеф, опасано е от три страни с ниски възвишения, а от изток и североизток е широко отворено за нахлуването на студените въздушни маси през зимата и есента. Спада към умереноконтиненталната климатична област, а една малка част към преходноконтиненталната.
Циклично се редуват сурови и меки топли зими, с дъждовни и хладни лета, със сухо и горещо време. В геоложко отношение се простира между Червенобрежката и Беглежката антиклинала, респективно върху мезозойски и терциерни пластове, които са слабо нагънати. Над тях има деградирали льосови петна. Лишено е от всякакви горивни материали и руди, но богато на нерудни изкопаеми: обикновена глина, варовик, пясък и чакъл. Преобладават сивите горските почви, следвани от излужен чернозем. На трето място следват алувиално-ливадни почви, а също така и песъчливи.
В землището отлично виреят и се отглеждат зърнени култури, всякакви зеленчуци и лозя. Има много орехи, добре виреят сливите. Ражда се всичко.

## История
В началото на османското владичество, а вероятно и по време на Втората българска държава, е влизало в каза (област) Мроморнича (бълг. Мраморница). В турските писмени източници за българската история по името Черуква селището за пръв път се споменава през 15 в., а дотогава жителите му обитават местностите Пясъка и Селището.
По време на т.нар. „чумави години“ (1831 – 1836) възниква най-напред Чериково, а по-късно и Свинаре. В края на 19 в. те се обединяват под общото име Садовец. По думите на местни възрастни хора името идва от руската дума сад (градина). Така се е произнесъл руски генерал, като видял селото от околните хълмове. Последното се извисява в демографско, историческо и културно направление. Чужди пътешественици и учени като Ф. Каниц, Г. Лежан, Евл. Челеби, Й. Вернер, а също и наши учени, го описват в своите книги.
През втората половина на 16 в. в местността Манастира възниква манастир, който е известен под името „Садовец“ и се превръща в книжовен център на околните манастири и селища. През 1822 г. кърджалийски орди го превръщат в руини.
През юни 1870 г. Апостолът на свободата Васил Левски изгражда частен революционен комитет в Свинаре. Секретар на комитета е отец Найден. Две години по-късно в Чериково е заловен помощникът на Левски Димитър Общи. На 2 януари 1873 г., окован в тежки пранги и букаи, Васил Левски отново прекосява Чериково и Свинаре.
Около 1920 г. в Голямата пещера на местността Студенец е намерен монетен печат на Филип II Македонски и е предаден срещу възнаграждение в Народния исторически музей – София. В землището на селото съществуват четири селища, от които само две са проучени в археоложко отношение. Две византийски съкровища и ранновизантийски свещеници, както и рядко срещаната сребърна монета с образа на Крали Марко, обогатяват фонда на горепосочения музей.
Препис от Паисиевата „История славяноболгарская“ влиза в хранилището на Националната библиотека „Св. св. Кирил и Методий“ през 1943 г.
През войните (1885 – 1945) в селото долитат 125 черни известия. Само при катастрофата на „Титаник“ под вълните на Атлантическия океан са погребани 10 садовчани от всичките 38 за страната.
По поречието на р. Вит е открита най-старата дива лоза, предтеча на днешните културни лози, а по скалите в района на селото е открит ендемитът Дегенов копър.
С височайши царски указ от 1931 г. селото е признато за животновъден център при отглеждането и разпространението на сивото искърско говедо и черноглавата плевенска овца.
През 1945 г. се изгражда първото ТКЗС в околията, което след десет години е национален първенец по памукодобив.
На два пъти духовите състави на селото са национални първенци.
Селото дава на страната висши офицери, професори, доценти, кандидати на науките, заслужили деятели на селското стопанство, образованието, културата и др.
Над село Садовец, в местността Студенец, се намират руините на старобългарска крепост, църква и кула от манастир, разрушени през 16 или 17 в. Едно предание разказва, че манастира е разрушен от турците, а монасите са избягали в Румъния (нейде из Молдова) и основали нов манастир, наричан „Садовски“. На „Гарван канара“ над река Вит има развалини от крепост от 6 в.

## Религии
Религията на местното население е християнска – Източно-Православна. Хората от Садовец ревностно почитат и спазват християнските обичаи, традиции и обреди.

## Забележителности
Местността Гарвандол е много красиво и прятно за почивка край реката, място на около 7 km от селото. Там хората от селото имат бунгала, но не се поддържат и за момента няма начин да се развие някъкав вид туризъм.
Друга природна забележителност е местността Студенец. В нея се намира т.нар. „Манастир“, който е бил римска наблюдателна кула, но не се поддържа по никакъв начин.
Истинска гордост за садовчани беше поддържането и изявите на местния духов оркестър. Понастоящем (2008 г.) този оркестър едва съществува.

## Паметници
| Паметник на | Местонахождение                                     | Изображения | Изображения | Изображения |
| --- | --------------------------------------------------- | ----------- | ----------- | ----------- |
| Паметник над гроба на 8 нисши чина и на капитан Осип Роговский от Лейб-гвардейски Московски полк, починали след битката при Горни Дъбник на 12 октомври 1877 | Местност „Пиронското“ GPS 43°18′18.2″N 24°21′53.3″E |             |             |             |
| Паметник над гроба на подпоручик Григорьев от Лейб-гвардейски Гренадирски полк, починал на 15 октомври 1877 г. след битката при Горни Дъбник.                | На централния площад GPS 43°18′25.6″N 24°20′59.2″E  |             |             |             |
| Паметен кръст над гроба на незнайни лейб-гвардейци убити в битката при Горни Дъбник на 12 октомври 1877 г.                                                   | Местност „Телишкото“ GPS 43°20′03.5″N 24°19′01.4″E  |             |             |             |
| Паметник на Червения кръст на мястото на Централния превързочен пункт приемал ранени след битката при Телиш и при Горни Дъбник на 12 октомври 1877 г.        | Местност „Пиронското“ GPS 43°18′22.9″N 24°21′53.5″E |             |             |             |

## Редовни събития
Всяка година през най-близката до 22 септември събота и неделя е панаирът на селото. Това събитие се провежда в местността Корея и представлява събиране на много сергии и няколко „въртележки“ на едно място. През месец октомври е съборът на селото, който не се отбелязва по специален начин, а просто семействата от селото се събират на трапезата.

## Личности
- Гергина Тончева (1932 - 2020) – директор на Националната гимназия за древни езици и култури „Констатин Кирил Философ“
- Кеазим Исинов – български художник, роден през 1940 г.
- Георги Помашки – бивш спортист – троен скок, треньор в Гърция.
- Свещ. Димитър Петков Тодоров – църковен служител повече от половин век (1942 – 1998), за времето си колоритна, енциклопедична и емблематична личност в селото.
- Нели Садовска – българска поетеса, авторка на стихосбирки с лирика.
- Професор дбн д-р Иларион Крумов Янчев (1937 – 2016) – Живял и работил като лекар в с. Садовец. Изявен авторитетен учен с неоспорими преподавателски и административни качества (Дългогодишен директор в БАН). Автор на над 200 научни труда с приложимост в областта на патологията и онкозаболяванията.
- Марин Хаджийски – дългогодишен висш държавен служител в М-во на информацията и съобщенията
- Д-р Николай Нейков Садовски – първият човек с висше медицинско образование в Садовец и дългогодишен лекар в родното си място
- Д-р Иван Хаджийски – известен лекар – анестезиолог, работещ в елитни клиники в София и Германия
- Професор двмн д-р Любен Маринов Караиванов (1932 – 1999) – микробиолог и ветеринарен лекар. Работил е в София и в Куба. Световно признат изследовател в областта на микробиологията, притежаващ множество патенти и оригинални разработки както в България, така и в чужбина. Автор на над 200 публикации и научни разработки. Председател на Общото събрание на ЦНИВМИ София и Директор на секция „Обща Микробиология“.
- Дряновски – кмет от 1934 до 1944 г.
- Георги Пеев – футболист. Играл в Локомотив (СФ), Динамо Киев, от 2007 г. е в руския клуб Амкар от град Перм.
- ст.н.с. ІІ ст. Милко Челебиев – бивш зам.-директор и научен секретар на Институт по лозарство и винарство, гр. Плевен.
- Слави Витски – краевед, автор на история на с. Садовец, отпечатана през 1994 г.

## Други

### Кухня
В района се консумира изключително много птиче месо – кокошки, пилета, гъски, патки, пуйки и т.н. Характерно ястие за района е т.нар. „подбръканко“ – много зеленчуци, каквито през лятото тук има в изобилие, и пилешко. Готви се задушено.
Редовно и често се правят пити – питки от бяло брашно със сода. Консумират се веднага със сирене, масло и най-често червени домати.
Поради изобилието на фуражни растения садовчани отглеждат и добре угояват свине, умеят добре да обработват месото, като приготвят разни трайни продукти – кървавица, бахур, бабек, шунка и др.